# Рімбі
Рімбі (англ. Rimbey) — містечко в Канаді, у провінції Альберта, у складі муніципального району Понока.

## Населення
За даними перепису 2016 року, містечко нараховувало 2567 осіб, показавши зростання на 7,9%, порівняно з 2011-м роком. Середня густина населення становила 225,1 осіб/км².
З офіційних мов обидвома одночасно володіли 40 жителів, тільки англійською — 2 440. Усього 135 осіб вважали рідною мовою не одну з офіційних, з них 5 — українську.
Працездатне населення становило 1 100 осіб (55,1% усього населення), рівень безробіття — 17,7% (21,3% серед чоловіків та 12,8% серед жінок). 81,8% осіб були найманими працівниками, а 15,9% — самозайнятими.
Середній дохід на особу становив $44 815 (медіана $31 200), при цьому для чоловіків — $58 165, а для жінок $32 008 (медіани — $44 544 та $23 408 відповідно).
27,8% мешканців мали закінчену шкільну освіту, не мали закінченої шкільної освіти — 24,8%, 47,5% мали післяшкільну освіту, з яких 17,4% мали диплом бакалавра, або вищий.
| Статево-вікова структура населення | Статево-вікова структура населення | Статево-вікова структура населення | Статево-вікова структура населення | Статево-вікова структура населення |
| ---------------------------------- | ---------------------------------- | ---------------------------------- | ---------------------------------- | ---------------------------------- |
|                                    |                                    |                                    |                                    |                                    |
| Всього                             | Всього                             | 47,6%52,4%                         |                                    |                                    |
| 0 — 14 років                       | 0 — 14 років                       |                                    | 18%                                | 18%                                |
| 15 — 64 років                      | 15 — 64 років                      |                                    | 53,7%                              | 53,7%                              |
| 65 і більше                        | 65 і більше                        |                                    | 28,3%                              | 28,3%                              |
| 85 і більше                        | 85 і більше                        |                                    | 6,8%                               | 6,8%                               |
| Середній вік (років)               | Середній вік (років)               | 43,147,1                           | 45,2                               | 45,2                               |
| Медіана (років)                    | Медіана (років)                    | 42,248,5                           | 45,6                               | 45,6                               |
| — чоловіки — жінки                 |                                    |                                    |                                    |                                    |

| Походження мешканців:     | Походження мешканців:     | Походження мешканців: | Походження мешканців: | Походження мешканців: |
| ------------------------- | ------------------------- | --------------------- | --------------------- | --------------------- |
| Походження                |                           |                       | осіб                  | %                     |
| Корінні американці        | Корінні американці        |                       | 255                   | 9.93%                 |
| Інше північноамериканське | Інше північноамериканське |                       | 850                   | 33.11%                |
| Європейське               | Європейське               |                       | 1 885                 | 73.43%                |
| британське                | британське                |                       | 1 155                 | 44.99%                |
| французьке                | французьке                |                       | 215                   | 8.38%                 |
| українське                | українське                |                       | 105                   | 4.09%                 |
| Латинськоамериканське     | Латинськоамериканське     |                       | 15                    | 0.58%                 |
| Карибське                 | Карибське                 |                       | 10                    | 0.39%                 |
| Азійське                  | Азійське                  |                       | 105                   | 4.09%                 |

| Зайнятість населення за галузями (за класифікацією NOC): | Зайнятість населення за галузями (за класифікацією NOC): | Зайнятість населення за галузями (за класифікацією NOC): | Зайнятість населення за галузями (за класифікацією NOC): | Зайнятість населення за галузями (за класифікацією NOC): |
| -------------------------------------------------------- | -------------------------------------------------------- | -------------------------------------------------------- | -------------------------------------------------------- | -------------------------------------------------------- |
|                                                          |                                                          |                                                          |                                                          |                                                          |
| Управління                                               | Управління                                               |                                                          | 8,8%                                                     | 8,8%                                                     |
| Бізнес, фінанси та адміністрування                       | Бізнес, фінанси та адміністрування                       |                                                          | 8,4%                                                     | 8,4%                                                     |
| Природничі та прикладні науки                            | Природничі та прикладні науки                            |                                                          | 1,4%                                                     | 1,4%                                                     |
| Охорона здоров'я                                         | Охорона здоров'я                                         |                                                          | 10,2%                                                    | 10,2%                                                    |
| Освіта, правозахист, муніципальні та урядові служби      | Освіта, правозахист, муніципальні та урядові служби      |                                                          | 7,9%                                                     | 7,9%                                                     |
| Мистецтво, культура, відпочинок та спорт                 | Мистецтво, культура, відпочинок та спорт                 |                                                          | 1,4%                                                     | 1,4%                                                     |
| Роздрібна торгівля та послуги                            | Роздрібна торгівля та послуги                            |                                                          | 19,5%                                                    | 19,5%                                                    |
| Гуртова торгівля, транспорт та обладнання                | Гуртова торгівля, транспорт та обладнання                |                                                          | 30,7%                                                    | 30,7%                                                    |
| Природні ресурси, сільське господарство                  | Природні ресурси, сільське господарство                  |                                                          | 7%                                                       | 7%                                                       |
| Виробництво                                              | Виробництво                                              |                                                          | 5,6%                                                     | 5,6%                                                     |

## Клімат
Середня річна температура становить 2,2°C, середня максимальна – 20,2°C, а середня мінімальна – -20,7°C. Середня річна кількість опадів – 517 мм.
| Клімат поселення                              | Клімат поселення | Клімат поселення | Клімат поселення | Клімат поселення | Клімат поселення | Клімат поселення | Клімат поселення | Клімат поселення | Клімат поселення | Клімат поселення | Клімат поселення | Клімат поселення | Клімат поселення |
| Показник                                      | Січ.             | Лют.             | Бер.             | Квіт.            | Трав.            | Черв.            | Лип.             | Серп.            | Вер.             | Жовт.            | Лист.            | Груд.            |                  |
| Середній максимум, °C                         | −6,86            | −2,92            | 2,55             | 10,19            | 16,37            | 20,16            | 20,17            | 19,87            | 14,87            | 9,90             | 0,39             | −6,7             |                  |
| Середня температура, °C                       | −13,77           | −9,82            | −4,36            | 3,29             | 9,47             | 13,26            | 15,20            | 14,90            | 9,87             | 4,90             | −4,58            | −11,68           |                  |
| Середній мінімум, °C                          | −20,65           | −16,71           | −11,26           | −3,61            | 2,58             | 6,38             | 10,22            | 9,92             | 4,91             | −0,05            | −9,57            | −16,66           |                  |
| Норма опадів, мм                              | 21               | 16               | 19               | 29               | 59               | 93               | 96               | 73               | 52               | 24               | 18               | 17               |                  |
| Середньомісячна швидкість вітру, м/с          | 3.10             | 3.20             | 3.40             | 3.60             | 3.60             | 3.30             | 3.00             | 2.80             | 3.10             | 3.30             | 3.22             | 3.20             |                  |
| Середньомісячна сонячна радіація, кДж/м²·день | 3672             | 7138             | 12286            | 17154            | 20504            | 21880            | 22445            | 18875            | 12957            | 7763             | 3882             | 2715             |                  |
| --------------------------------------------- | ---------------- | ---------------- | ---------------- | ---------------- | ---------------- | ---------------- | ---------------- | ---------------- | ---------------- | ---------------- | ---------------- | ---------------- | ---------------- |
| Джерело:                                      |                  |                  |                  |                  |                  |                  |                  |                  |                  |                  |                  |                  |                  |

## Галерея

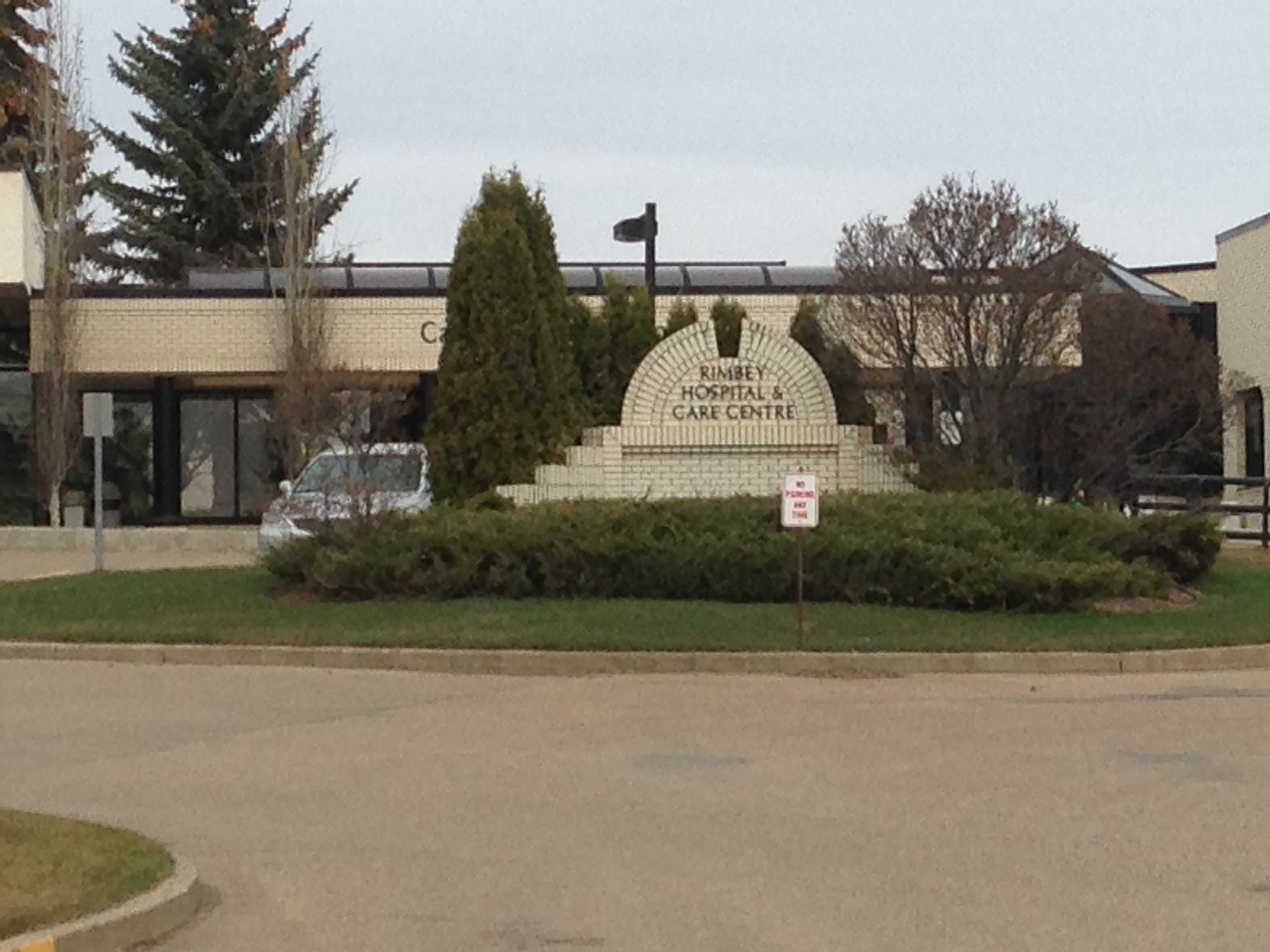
Лікарня та центр догляду
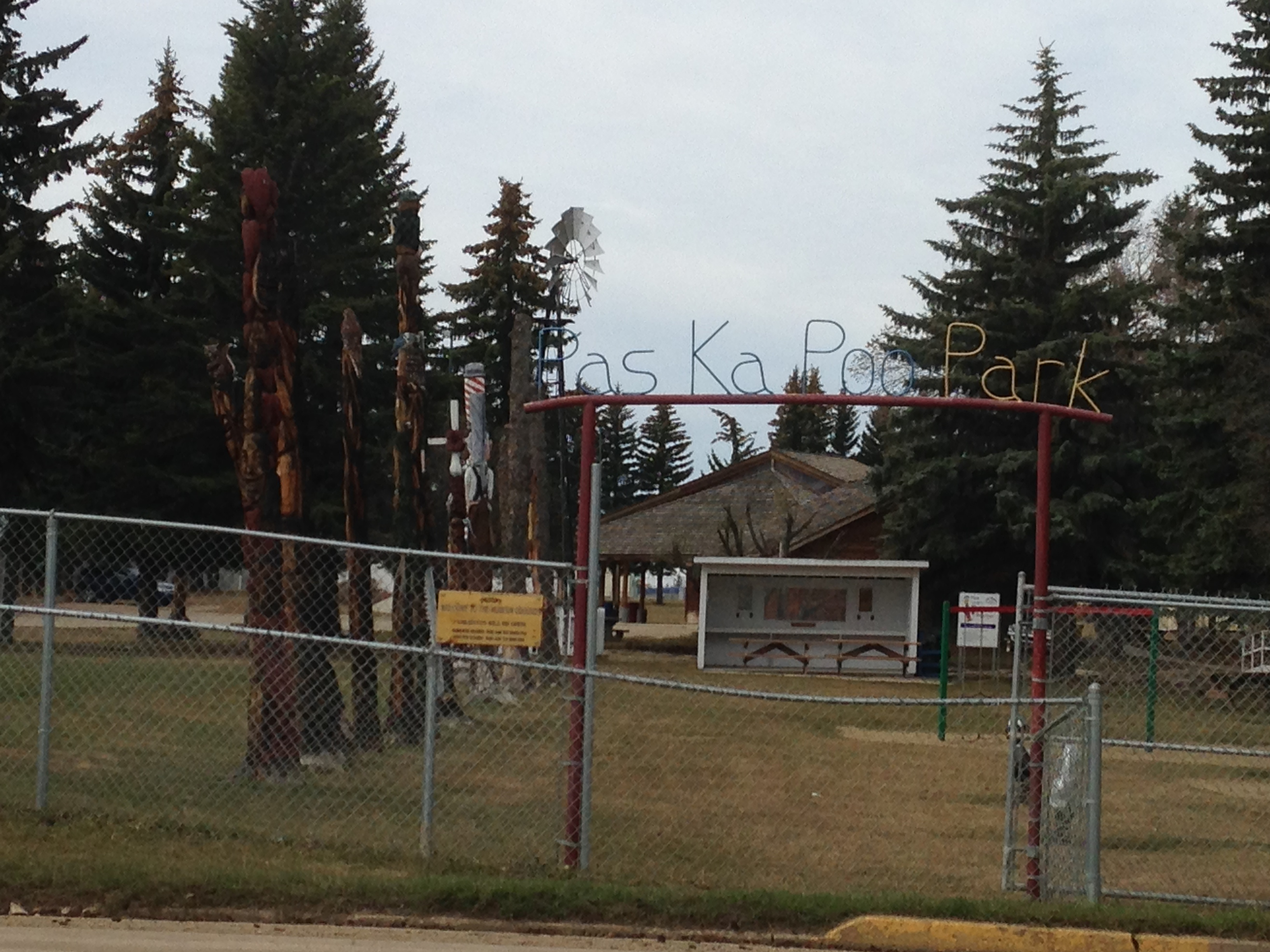
Парк Пас-Ка-Пу
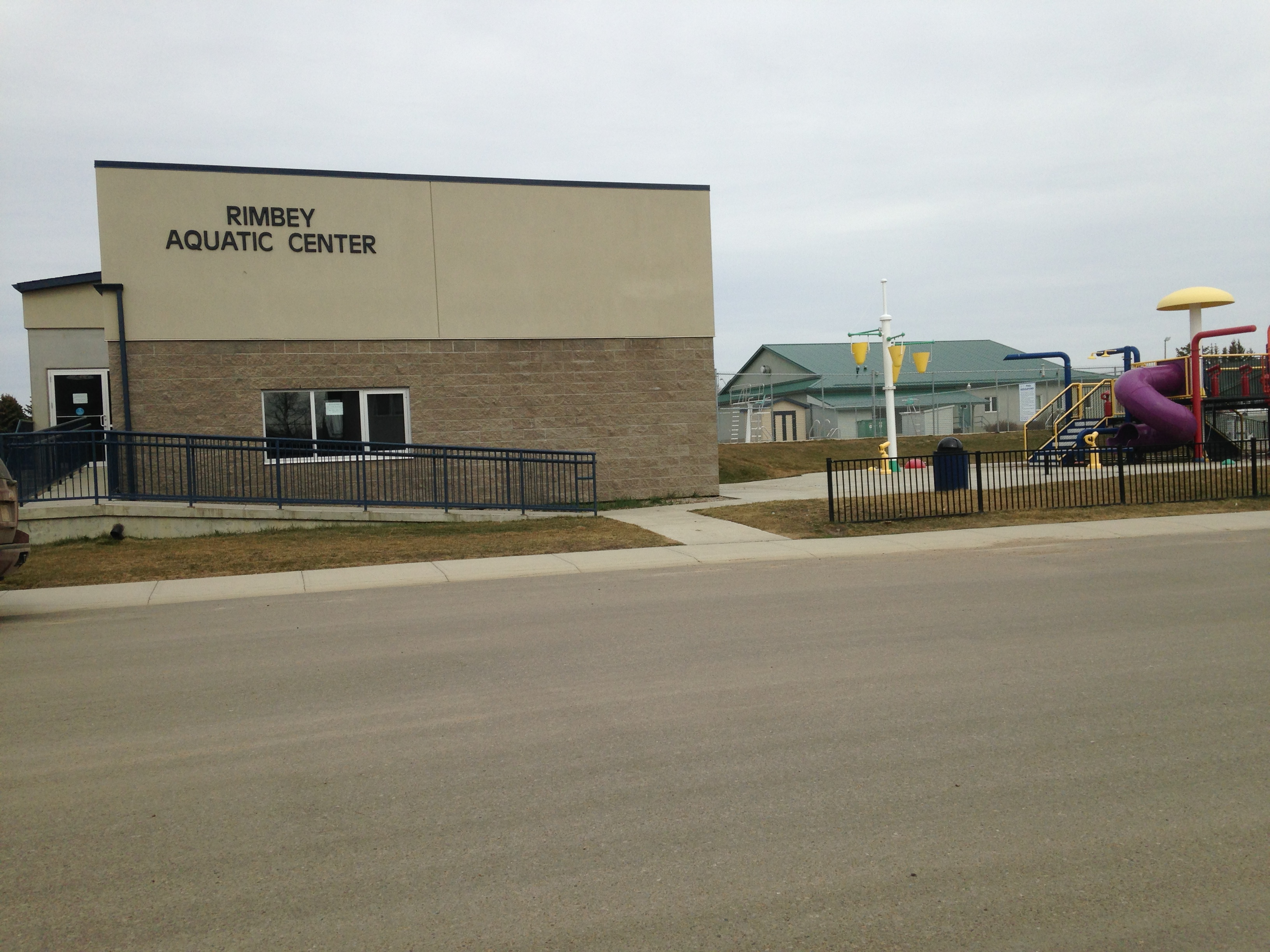
Водний центр